# Remington Модель Чотири
Remington Модель Чотири самозарядна гвинтівка, яку випускала компанія Remington Arms з 1981 по 1987 роки. Вона має газовідвідний УСМ з полірованим ложем з горіху. На відміну від більшості гвинтівок Remington, Модель Чотири вказує на номер і на ринку продається під назвою Model Four, а не Model 4.
Разом з Моделлю 7400, Модель Чотири по суті є переробленою Моделлю 742. Деякі з удосконалень включають більш плавну роботу та міцніше блокування.

## Варіанти
Колекційне видання Моделі Чотири
В 1982 році було випущено 1500 гвинтівок колекційного видання. Ця спеціальна модель заряджалася лише набоями .30-06 і мала гравіровану ствольну коробку зі вставками з 24-каратного золота та блискуче покриття.